# Цкалцминда (Ланчхутский муниципалитет)
Цкалцминда (груз. წყალწმინდა) — село в Грузии, на территории Ланчхутского муниципалитета края (мхаре) Гурия.

## География
Село находится в западной части Грузии, на левом берегу реки Супсы, к югу от места впадения её в Чёрное море, на расстоянии приблизительно 21 километра (по прямой) к западо-юго-западу от города Ланчхути, административного центра муниципалитета. Абсолютная высота — 12 метров над уровнем моря.

## Население
По результатам официальной переписи населения 2014 года, в Цкалцминде проживало 1268 человек (597 мужчин и 671 женщина). В национальной структуре населения грузины составляли 94,2 %, русские — 3,8 %, армяне — 1,5 %.
| Год  | Население, человек |
| ---- | ------------------ |
| 2002 | 1352               |
| 2014 | ↘ 1268             |